# Gryphon
Gryphon — английская группа прогрессивного рока 1970-х годов, известная своим необычным звучанием и используемыми музыкальными инструментами.

## История
Мультиинструменталист Ричард Харви и его приятель Brian Gulland, игравший на деревянных духовых инструментах, по окончании Королевской академии музыки создали акустический ансамбль, в музыке которого смешивались традиционная английская народная музыка, средневековые и Ренессансные мотивы. Вскоре к дуэту присоединились гитарист Graeme Taylor и барабанщик David Oberlé.
После выхода одноимённого дебютного альбома, Gryphon включают в свою музыку электрогитары, клавишные и добавляют некоторые другие духовые инструменты, такие как фагот и крумхорн, до этого не использовавшиеся в рок-музыке.
Следующим альбомом Gryphon стал Midnight Mushrumps (1974). На нём группа играет уже в качестве квинтета — к группе присоединяется басист Philip Nestor.
После выпуска третьего альбома Red Queen to Gryphon Three Gryphon провели тур по США, в качестве команды, сопровождавшей группу Yes. Общение с этой группой и полученный в ходе тура опыт качественно повлияли на музыку Gryphon. Многие музыкальные приёмы и особенности используемых инструментовок и аранжировок были позаимствованы именно у Yes. Red Queen to Gryphon Three состоит из четырёх продолжительных, намного более ориентированных по звучанию на рок-музыку композиций, написанных членами группы.
Фанаты и критики в большинстве отмечают альбомы Midnight Mushrumps и инструментальный Red Queen to Gryphon Three, как лучшие работы группы.

## Участники[1]

### Действующий состав
- Brian Gulland  — фагот , крумхорн , блокфлейта , клавишные , вокал
- David Oberlé  — ударные и перкуссия, основной вокал
- Graeme Taylor  — электро- и акустическая гитары, вокал (в Raindance )
- Andy Findon — флейта, сопрано крумхорн, сопрано саксофон, кларнет
- Clare Taylor —  клавишные, скрипка[2]
- Rob Levy — бас-гитара, двойной бас[3]

### Участники предыдущих составов
- Ричард Харви[англ.] — блокфлейта, крумхорн, мандолина, клавишные, вокал
- Philip Nestor — бас-гитара, вокал (Midnight Mushrumps и Red Queen to Gryphon Three)
- Jonathan Davie — бас-гитара (Treason)
- Alex Baird
- Pete Airey
- Malcolm Bennett — бас-гитара, флейта (Raindance)
- Bob Foster — гитара (Treason)
- Keith Thompson
- Rory McFarlane
- Graham Preskett

## Сессионные музыканты
Следующие музыканты внесли вклад в альбомы Gryphon, но не являлись членами группы.
- Ernest Hart — Орган (Midnight Mushrumps и Red Queen to Gryphon Three)
- Peter Redding — Бас (Red Queen to Gryphon Three)

## Дискография
- Gryphon (1973)
- Midnight Mushrumps (1974)
- Red Queen to Gryphon Three (1974)
- Raindance (1975)
- Treason (1977)
- ReInvention (2018)
- Get Out of My Father's Car! (2020)

Все альбомы изданы Transatlantic Records, кроме Treason, изданного EMI Records, и ReInvention, изданного Talking Elephant.

## Сборники и другие издания
- The Collection (1991)
- The Collection II (1995)
- About as Curious as It Can Be (2002) — 1974 & 1975 Выступления для BBC Radio
- Glastonbury Carol (2003) — 1972 & 1974 Выступления для BBC Radio
- Crossing the Styles: The Transatlantic Anthology (2004)